# پادشاه هانوفر
پادشاه هانوفر (آلمانی: König von Hannover) رئیس حکومت در پادشاهی هانوفر بوده‌است که جرج سوم اولین پادشاه و گئورگ پنجم آخرین پادشاه آن بوده‌است.

## فهرست انتخاب شدگان هانوفر
| تصویر | نام     | تاریخ     | جانشینی                 |
| ----- | ------- | --------- | ----------------------- |
|       | جرج یکم | ۱۷۰۸–۱۷۲۷ | Son of Ernest Augustus. |
|       | جرج دوم | ۱۷۲۷–۱۷۶۰ | Son of George I.        |
|       | جرج سوم | ۱۷۶۰–۱۸۰۶ | Grandson of George II.  |

## فهرست پادشاهان هانوفر
| پادشاه | پادشاه | پادشاه                                              | همسر                                          | همسر                                       | دوره           | دوره            | دودمان سلطنتی |
| #      | تصویر  | نام                                                 | تصویر                                         | نام                                        | آغار دوره      | پایان دوره      | دودمان سلطنتی |
| ------ | ------ | --------------------------------------------------- | --------------------------------------------- | ------------------------------------------ | -------------- | --------------- | ------------- |
| ۱      |        | پادشاه جرج سوم (۱۷۳۸–۱۸۲۰) König Georg III          | Charlotte of Mecklenburg-Strelitz - 1760-1800 | ملکه شارلوت (۱۷۴۴–۱۸۱۸) Königin Charlotte  | ۱۲ اکتبر ۱۸۱۴  | ۲۹ ژانویه ۱۸۲۰  | دودمان هانوفر |
| ۲      |        | پادشاه جرج چهارم (۱۷۶۲–۱۸۳۰) König Georg IV         |                                               | ملکه کارولین (۱۷۶۸–۱۸۲۱) Königin Caroline  | ۲۹ ژانویه ۱۸۲۰ | ۲۶ ژوئن ۱۸۳۰    | دودمان هانوفر |
| ۳      |        | پادشاه ویلیام چهارم (۱۷۶۵–۱۸۳۷) König Wilhelm       |                                               | ملکه آدلاید (۱۷۹۲–۱۸۴۵) Königin Adelaide   | ۲۶ ژوئن ۱۸۳۰   | ۲۰ ژوئن ۱۸۳۷    | دودمان هانوفر |
| ۴      |        | پادشاه ارنست آگوستوس (۱۷۷۱–۱۸۵۱) König Ernst August |                                               | ملکه فردریکا (۱۷۷۸–1841) Königin Frederica | ۲۰ ژوئن ۱۸۳۷   | ۱۸ نوامبر ۱۸۵۱  | دودمان هانوفر |
| ۵      |        | پادشاه گئورگ پنجم (۱۸۱۹–۱۸۷۸) König Georg V         |                                               | ملکه ماری (۱۸۱۸–۱۹۰۷) Königin Marie        | ۱۸ نوامبر ۱۸۵۱ | ۲۰ سپتامبر ۱۸۶۶ | دودمان هانوفر |

## نماد و نشان

Royal Standard of Hanover
Coat of arms of Hanover